# Classe filatélica
Classe filatélica é o termo utilizado para designar as diferentes modalidades de colecionismo de selos. A Federação Internacional de Filatelia (FIP) reconhece, para fins de participação em exposições filatélicas, qualquer coleção que se enquadre numa das classes seguintes:
- Filatelia Tradicional
- Filatelia Temática
- Inteiros Postais
- Selos Fiscais
- História Postal
- Literatura Filatélica
- Aerofilatelia
- Astrofilatelia
- Filatelia Juvenil
- Filatelia Moderna

A Filatelia Tradicional baseia-se no colecionismo de toda peça filatélica relacionada com os selos postais, de forma generalizada ou especializada, sem limitação a temas ou a uma peça filatélica específica.
Na Filatelia Temática, a coleção é relacionada com um tema escolhido. O desenvolvimento da coleção tem em vista o objetivo do assunto tratado. O conhecimento do tema é demonstrado da melhor forma possível.
Inteiros postais são objetos postais nos quais está impresso o valor do porte sob a forma de selo-fixo ou com a indicação de pré-franqueamento.
Constituem exemplos de inteiros postais: envelopes, bilhetes postais, cartas-bilhete, cartas pneumáticas, mensagens sociais, aerogramas.
O colecionismo de selos fiscais compõe uma seção da Filatelia Tradicional restrita à coleções de papéis selados e selos adesivos para uso fiscal.
A História Postal engloba o colecionismo de documentos ou objetos postais transportados por um serviço postal, seja oficial, local ou privado.
A Literatura Filatélica refere-se a todo material filatélico impresso à disposição dos colecionadores relacionado com selos postais e suas formas de colecionar.
A Aerofilatelia trata dos documentos postais transportados por meios aéreos. A astrofilatelia é uma seção da Aerofilatelia com base nos aspectos histórico, técnico e científico relacionados com a pesquisa espacial.
A Filatelia Juvenil inclui toda coleção de jovens filatelistas com menos de 21 anos de idade.
A Filatelia Moderna é uma classe experimental que permite o colecionismo de material filatélico emitido nos últimos dez anos.